# Claudia Larcher

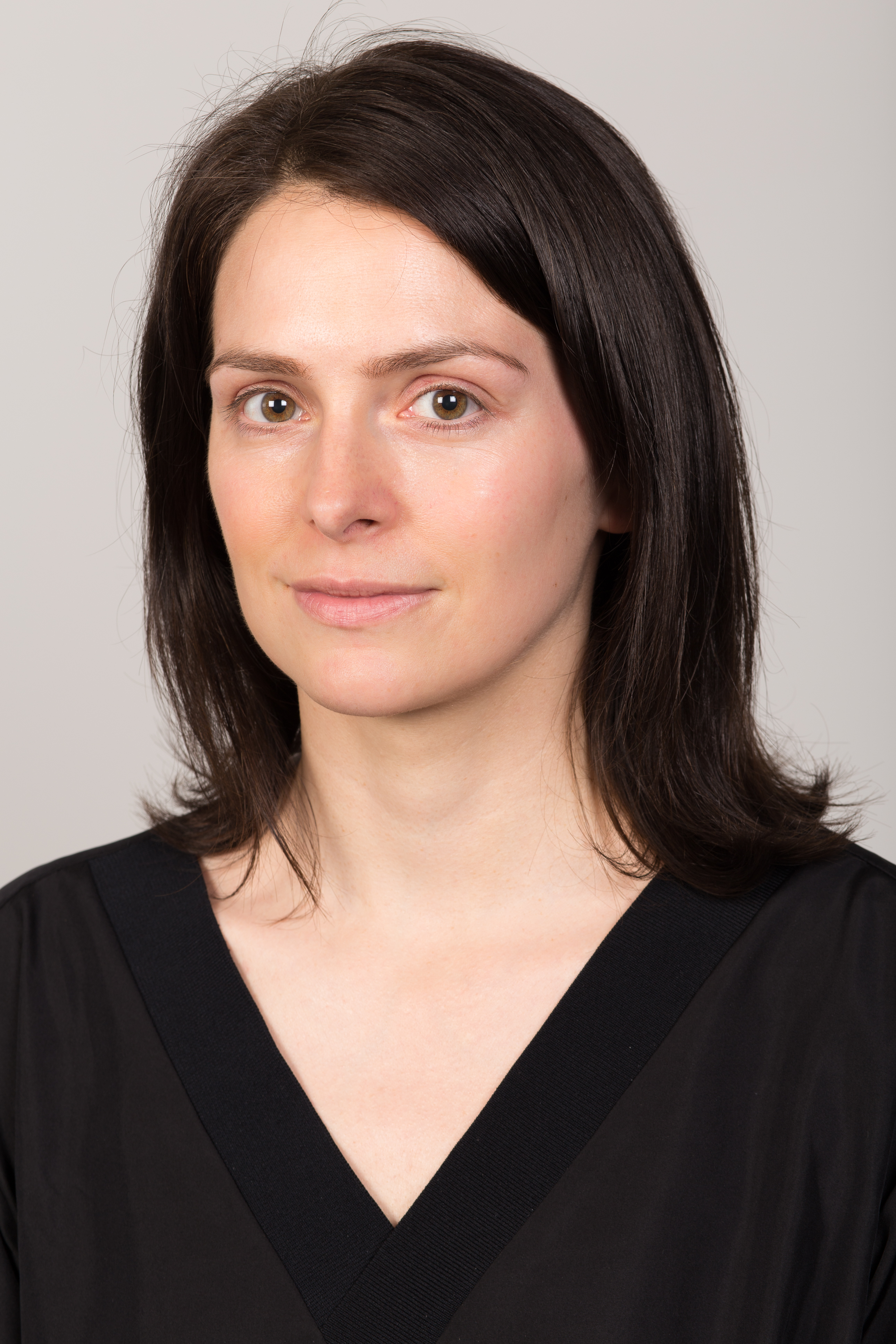
Claudia Larcher 2016

Claudia Larcher (* 1979 in Bregenz) ist eine österreichische bildende Künstlerin und Filmschaffende.

## Leben und Werk
Claudia Larcher studierte an der Universität für angewandte Kunst Wien, zunächst Medienübergreifende Kunst bei Bernhard Leitner von 2001 bis 2005, gefolgt von Bildhauerei und Multimedia bei Erwin Wurm von 2005 bis 2008. Seit 2009 ist sie als freischaffende Künstlerin tätig. Larcher erhielt 2010 ein Auslandsatelierstipendium des BMUKK in Tokio. Von 2011 bis 2013 lebte sie in Berlin, danach erneut in Wien.
Larchers Schwerpunkte als Künstlerin liegen in den Bereichen Videoinstallation, Collage und Installation. Thematisch beschäftigt sie sich oft mit Räumen, sowohl im gegenständlichen Sinn als auch mit Räumen der Erinnerung und Vorstellung. Ihre Arbeiten waren in zahlreichen Einzel- und Gruppenausstellungen unter anderem in Österreich, Deutschland, Frankreich, Japan und Portugal zu sehen, darunter im Centre Pompidou Paris, im Centro de Arte Moderna Lissabon, in der Cité Internationale des Arts Paris, in der Kunsthalle Wien und im Lentos Kunstmuseum Linz. Auf Filmfestivals war sie unter anderem bei der Diagonale, bei den Solothurner Filmtagen, bei der Viennale, bei Vienna Shorts und beim Festival d’Animation Annecy vertreten.

## Filmografie
- 2008: Heim
- 2011: Empty Rooms
- 2011: Yama
- 2012: Baumeister
- 2015: Self[2]

## Auszeichnungen
- Fred-Adlmüller-Stipendium 2005[5]
- Preis der Kunsthalle Wien 2008
- Lobende Erwähnung, film:riss 2008 (für Heim)
- Game Art Award, Re/Act Festival 2008
- Sonderpreis, Content Award Vienna 2009 (für Heim)
- Lobende Erwähnung, Diagonale 2009 (für Heim)
- Publikumspreis, One Day Animation Festival 2012 (für Empty Rooms)
- Kunstpreis Baustelle Schaustelle 2013[1]
- Mehrwertpreis der Erste Bank, Viennale 2015 (für Self)[6]
- Österreichischer Kunstpreis für Künstlerische Fotografie 2023[7]